# One Punch Man: A Hero Nobody Knows
One Punch Man: A Hero Nobody Knows es un videojuego de peleas desarrollado por Spike Chunsoft y publicado por Bandai Namco Entertainment. Basado en la serie del manga One Punch-Man, fue lanzado el 28 de febrero de 2020 para Microsoft Windows, PlayStation 4 y Xbox One.

## Jugabilidad
El juego es una arena de juego de lucha en 3D en el que los jugadores luchan usando equipos de tres personajes del universo "One Punch-Man". El juego presenta una mecánica única "Hero Arrival" que rodea al personaje principal de la serie, Saitama. Al igual que en el manga y el anime, Saitama es invencible para todos, excepto para sí mismo, y es tan poderoso que puede derrotar a cualquiera excepto a sí mismo de un solo golpe. Sin embargo, si es seleccionado, siempre llega tarde a la pelea, por lo que no está disponible para la primera parte de la pelea, lo que requiere que el jugador sobreviva con solo un equipo de dos personajes hasta que llegue allí. Ciertos movimientos y técnicas pueden reducir la cantidad de tiempo hasta que llega Saitama. Si dos Saitamas luchan, pueden hacerse daño entre sí, pero no retrocederán. Si Saitama es derrotado (lo que solo puede suceder a manos de otro Saitama), se escapa para ir a hacer otra cosa en lugar de caerse. El juego también tiene una "Versión de ensueño" de Saitama, que usa pijamas y sus poderes se reducen drásticamente, por lo que lucha como un personaje normal.

## Personajes
| - Atomic Samurai - Boros - Carnage Kabuto - Child Emperor - Crablante - Custom Hero - Deep Sea King - Garou (DLC) - Genos - Handsome Kamen Amai Mask - Hellish Blizzard - "Lightning Max" Max (DLC) - Melzargard - Metal Bat - Metal Knight - Mosquito Girl - Mumen Rider | - Puri-Puri Prisoner - Saitama - Saitama (Dream Version) - Silverfang - "Snakebite" Snek - Speed-o'-Sound Sonic - Spring Mustachio - Stinger - Suiryu (DLC) - Tank-Top Blackhole - Tank-Top Master - Tank-Top Tiger - "Terrible Tornado" Tatsumaki - Vaccine Man - Watchdog Man (DLC) |

## Recepción
El juego recibió críticas mixtas de los críticos.